# Вестерлунд, Анна
Анна́ Ве́стерлунд (фин. Anna Westerlund, род. 9 апреля 1989) — финская футболистка, выступающая на позиции полузащитника. В настоящий момент является игроком норвежского клуба «Лиллестрём» и национальной сборной Финляндии.

## Карьера

### Клубная карьера
В сезоне 2009 года выступала за финский клуб «Хонка», в составе которого провела 22 матча в чемпионате Финляндии. По итогам чемпионата вместе со своим клубом выиграла золотые медали. После окончания сезона перешла в один из самых сильных женских футбольных клубов Европы «Умео», где сразу стала игроком основного состава. В 2012 году перешла в другой шведский клуб — «Питео», где также стала игроком основы.

### Сборная
В 2006 году принимала участие в Чемпионате мира среди девушек до 20 лет, проходившем в России. Сборная Финляндия на этом турнире потерпела три поражения и не вышла из группы. Вестерлунд сыграла во всех трёх матчах своей сборной.
Во взрослой сборной своей страны Вестерлунд дебютировала в 2009 году. Приняла участие в чемпионате Европы 2009 года. Вместе со сборной Финляндии дошла до стадии четвертьфиналов. Приняла участие в трёх матчах, дважды начиная встречу в стартовом составе и один раз выйдя на замену.
Участвовала в квалификационных матчах на Чемпионат мира 2011 года. Приняла участие в семи матчах, однако сборная Финляндии заняла второе место в своей группе, уступив итальянкам, и не поехала на мундиаль.